# Luana Ravecca
Luana Ravecca (La Spezia, 28 aprile 1962) è una scrittrice, fumettista ed enigmista italiana, particolarmente attiva nel settore dei giovanissimi.

## Biografia
Figlia di Lucio Ravecca, operaio metalmeccanico, e di Alma Freschi, operaia, trascorre l'infanzia e parte della giovinezza nella città natale.
Conseguita la maturità, si iscrive alla facoltà di giurisprudenza, ma trascura gli studi per dedicarsi all'enigmistica. Negli anni successivi inizia a collaborare con varie testate nazionali. All'enigmistica per adulti affianca presto quella per bambini e ragazzi pubblicando giochi su riviste di settore sia con il proprio nome che con gli pseudonimi Nebelung e Nebille (quest'ultimo in coppia col marito Achille).
Nel 1997 lascia La Spezia per trasferirsi a Milano. Svolge l'attività di educatore culturale; come collaboratore editoriale lavora per varie agenzie. Nel contempo inizia a realizzare sceneggiature per fumetti, cura rubriche per periodici ed elabora la scrittura e pubblicazione dei suoi libri, alcuni tradotti anche per il mercato estero.
Nel 2006 crea, assieme alla disegnatrice di fumetti Paola Camoriano (che aveva già illustrato alcuni dei suoi libri), Armin, personaggio le cui avventure compaiono sul periodico per ragazzi PM.
A cavallo tra il 2010 e il 2011 realizza, in coppia con il pittore surrealista Giovanni Cosenza,  due mostre multisensoriali:  Ho visto cose - quando cinema, racconto e pittura si incontrano e Mordimi sul collo - Suggestioni di parole e immagini, per trattare il mito del vampiro.
Nel 2014, a un anno dalla morte di Giovanni Cosenza, cura la mostra multisensoriale commemorativa: Dolce Aurora.
Nel 2018, pubblica il romanzo Omicidio nel Golfo - la prima indagine di Filippmarlowe, un giallo parodistico e citazionista ispirato ai personaggi di Raymond Chandler e Natsume Sōseki.
Il 2019, con l'uscita di Filippmarlowe e il marito scomparso, segna la nascita del ciclo dedicato all'omonimo detective. Nel romanzo vengono riprese le tematiche del volume precedente, ma con una nuova trama gialla.
Nello stesso anno realizza, in coppia con il pittore surrealista, performer e digital artist Emiliano Salvini, la mostra-evento Filippmarlowe song. Sempre nel 2019 torna alla narrativa per giovanissimi pubblicando La trentasettesima pagina, opera scritta a quattro mani con Maria Grazia Brullo.

## Opere
- La magia della casa parlante, Paoline Editoriale Libri, 2001
- L'allena… mente 1,  Edizioni Il Seminatore, 2003
- L'allena … mente 2, Edizioni Il Seminatore, 2003
- Vedo rosa, Paoline Editoriale Libri, 2003
- L'allena … mente Junior, Edizioni Il Seminatore, 2004
- Natale in rosa, Paoline Editoriale Libri, 2004
- Vedo azzurro, Paoline Editoriale Libri, 2005
- Nemici per la pelle, Paoline Editoriale Libri, 2005,
- Storie sprugoline, Edizioni 5 Terre, 2006
- Giocando s'impara, Paoline Editoriale Libri, 2010
- Omicidio nel Golfo - la prima indagine di Filippmarlowe, Edizioni Leucotea, 2018
- Filippmarlowe e il marito scomparso, Edizioni Leucotea, 2019
- La trentasettesima pagina, Edizioni Leucotea, 2019
- Filippmarlowe e la vecchia signora, Edizioni Leucotea, 2021
- Buon Natale Filippmarlowe, Edizioni Leucotea, 2022, ISBN 978-88-94917-82-6
- Filippamarlowe e l'uomo senza memoria, Edizioni Leucotea, 2024, ISBN ISBN 979-1281904057

## Premi e riconoscimenti
- Premio Nucci de “La Sibilla” - esordienti - (1995)
- 1º posto - Concorso Berenice (2009)
- 1º posto - Concorso Rebus “Canto della Sfinge” (2009)
- 1º posto - Concorso Autori Rebus "Il Leonardo” (2019)